# نرونیک اسید
نرونیک اسید (به انگلیسی: Nervonic acid) با فرمول شیمیایی C۲۴H۴۶O۲ یک ترکیب شیمیایی با شناسه پاب‌کم ۵۲۸۱۱۲۰ است. که جرم مولی آن ۳۶۶٫۶۲ g/mol می‌باشد. 